# Hope World
Hope World é a mixtape de estreia do rapper sul-coreano J-Hope. Foi lançado em 2 de março de 2018 pela gravadora Big Hit Entertainment, junto com o single "Daydream". Um segundo single intitulado "Airplane" foi lançado uma semana depois. A mixtape alcançou a 38ª posição da Billboard 200 e fez com que J-Hope se tornasse o solista coreano com maior sucesso na tabela na época do lançamento.

## Histórico e Lançamento

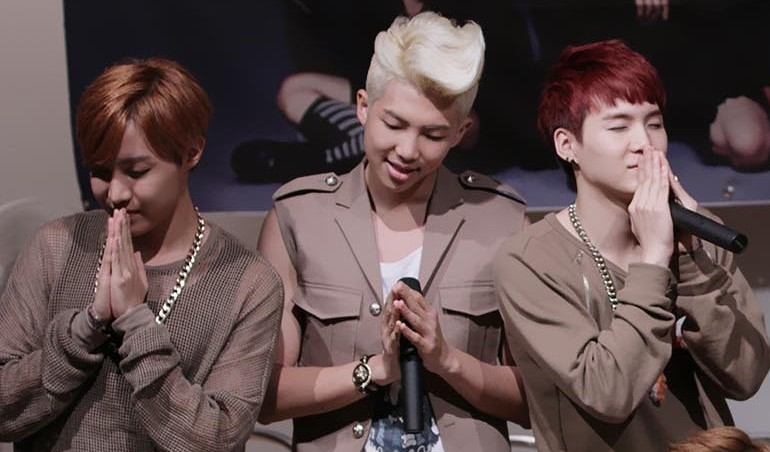
BTS at a fansigning in Jongro, 7 September 2014

Em 2017, J-Hope revelou que a sua mixtape havia começado a produção e que ele já planejava lançá-la apenas quando sentisse que estava pronta. Em 3 de janeiro de 2018, RM mencionou a mixtape em uma transmissão do V Live, mencionando que J-Hope estava trabalhando em sua produção, declarando que estava "realmente surpreso" com sua qualidade e disse aos fãs que esperassem por ela. Em fevereiro, J-Hope afirmou sobre a mixtape em uma postagem dirigida aos fãs no portal BTS 'Daum, escrevendo que "[a mixtape] é em breve. Em breve". Em seguida, ele apresentou sua própria transmissão no V Live em 18 de fevereiro, reafirmando que a mixtape seria lançada "em breve", mas nenhuma data foi informada. Mais tarde, em 28 de fevereiro, J-Hope postou vários clipes dele trabalhando na mixtape na página do Twitter do BTS com o texto "Hope World". A data de lançamento da mixtape foi finalmente anunciada pela Big Hit Entertainment em 23 de fevereiro. Após o anúncio, J-Hope postou vídeos teaser da produção da mixtape.

Em 23 de fevereiro de 2018, a Big Hit Entertainment anunciou o lançamento da mixtape de estreia de J-Hope marcada para 2 de março através de um comunicado à imprensa. Em 2 de março de 2018, Hope World foi lançada para compra digital e streaming e gratuitamente por meio de links no Twitter do BTS, juntamente com um videoclipe de "Daydream". J-Hope lançou um videoclipe de acompanhamento para "Airplane" em 7 de março. Além de ser entrevistado para a Time, J-Hope não promoveu mais a mixtape.

## Lista de faixas
Créditos adaptados do SoundCloud
| N.º            | Título                                         | Letras                  | Música             | Arranjo          | Duração |  |
| 1.             | "Hope World"                                   | Docksim J-Hope          | Docskim            | Docskim          | 3:24    |  |
| 2.             | "P.O.P (Piece of Peace), Pt. 1"                | J-Hope Pdogg            | J-Hope Pdogg       | Pdogg            | 3:01    |  |
| 3.             | "Daydream" (hangul: 백일몽; hanja: Baegilmong) | Pdogg J-Hope            | Pdogg              | Pdogg            | 3:48    |  |
| 4.             | "Base Line"                                    | J-Hope Supreme Boi      | J-Hope Supreme Boi | Supreme Boi      | 1:29    |  |
| 5.             | "Hangsang (feat. Supreme Boi)" (hangul: 항상)  | Supreme Boi J-Hope      | Supreme Boi        | Supreme Boi      | 3:49    |  |
| 6.             | "Airplane"                                     | J-Hope Supreme Boi      | J-Hope Supreme Boi | Supreme Boi      | 3:17    |  |
| 7.             | "Blue Side (Outro)"                            | Hiss Noise Adora J-Hope | Hiss Noise Adora   | Hiss Noise Adora | 1:30    |  |
| Duração total: | Duração total:                                 | Duração total:          | Duração total:     | Duração total:   | 20:20   |  |

## Tabelas musicais
| Tabelas musicais (2018)             | Melhor posição |
| ----------------------------------- | -------------- |
| Austrália (ARIA)                    | 13             |
| Áustria (Ö3 Austria Top 40)         | 25             |
| Canadá (Billboard)                  | 35             |
| Países Baixos (Dutch Charts)        | 34             |
| Finlândia (Suomen virallinen lista) | 20             |
| França (SNEP)                       | 160            |
| Japan Hot Albums (Billboard Japan)  | 13             |
| Nova Zelândia (RMNZ)                | 23             |
| Noruega (VG-lista)                  | 14             |
| Espanha (PROMUSICAE)                | 62             |
| Suécia (Sverigetopplistan)          | 30             |
| Estados Unidos (Billboard 200)      | 38             |
| Estados Unidos (Top Rap Albums)     | 19             |
| Estados Unidos (Top World Albums)   | 1              |

## Histórico de lançamento
| Região  | Data               | Formato          | Distribuidor          | Ref. |
| ------- | ------------------ | ---------------- | --------------------- | ---- |
| Mundial | 2 de Março de 2018 | Download digital | Big Hit Entertainment |      |